# Ablakomba, ablakomba
Az Ablakomba, ablakomba című magyar népdalt Bartók Béla gyűjtötte 1906-ban a Pest vármegyei Turán. Új stílusú népdal alkalmazkodó ritmussal.
Feldolgozás:
| Szerző          | Mire                       | Mű                                  | Előadás |
| --------------- | -------------------------- | ----------------------------------- | ------- |
| Bartók Béla     | ének, zongora              | Magyar népdalok, 6. dal             | [ 1 ]   |
| Máriássy István | zongora vagy ének és gitár | Elindultam szép hazámból, 26. kotta |         |

## Kotta és dallam
Ablakomba, ablakomba besütött a holdvilág.

Aki kettőt, hármat szeret, sosincs arra jó világ. 

Lám, én csak egyet szeretek, mégis de sokat szenvedek.

Az az álnok béreslegény csalta meg a szívemet.

## Felvételek
- Ablakomba, ablakomba. 608.hu (Hozzáférés: 2016. január 26.) arch szöveg és mp3.
- Vastaghúros - Ablakomba. YouTube (2013. április 4.)  (Hozzáférés: 2016. január 26.)
- Ablakomba besütött... / Hernád vize de széles. Előadó: Jákó Vera  YouTube (2011. május 29.)  (Hozzáférés: 2016. január 26.)
- Ablakomba - Juhászlegény. Előadó: Bíró Gergő  YouTube (2008. május 27.)  (Hozzáférés: 2016. január 26.)